# هنر آشپزی ساده و آسان
هنر آشپزی ساده و آسان (به انگلیسی: The Art of Cookery Made Plain and Easy) یک کتاب آشپزی نوشته هانا گلاس (۱۷۰۸–۱۷۷۰) است که اولین بار در سال ۱۷۴۷ منتشر شد. این کتاب به مدت یک قرن پس از اولین انتشارش، پرفروش بود و بازار کتاب‌های انگلیسی‌زبان را در دست داشت و گلاس را به یکی از مشهورترین نویسندگان کتاب‌های آشپزی زمان خود تبدیل کرد. این کتاب حداقل ۴۰ بار چاپ شده است که بسیاری از آنها بدون رضایت صریح نویسنده کپی شده‌اند. کتاب هنر آشپزی ساده و آسان سال ۱۷۴۸ در دوبلین و سال ۱۸۰۵ در آمریکا منتشر شد.
گلاس در یادداشت خود با عنوان «به خواننده» گفته است که از زبان ساده‌ای استفاده کرده تا همه بتوانند آن را بفهمند.
نسخه ۱۷۵۱ اولین کتابی بود که از ترایفل و ژله نام برد؛ نسخه ۱۷۵۸ اولین اشاره به «سوسیس‌های هامبورگ»، پیکالی و یکی از اولین دستورهای کاری به سبک هندی به زبان انگلیسی را ارائه داد. گلاس از تأثیر فرانسوی‌ها بر آشپزی بریتانیایی انتقاد کرد، اما غذاهایی با نام‌های فرانسوی و تأثیر فرانسوی‌ها را در کتاب گنجاند. در دستورهای دیگر از مواد اولیه وارداتی از جمله کاکائو، دارچین، جوز هندی، پسته و مشک استفاده می‌شود.
این کتاب در سیزده مستعمره آمریکا محبوب بود و جذابیت آن از جنگ استقلال آمریکا جان سالم به در برد و نسخه‌هایی از آن در اختیار بنجامین فرانکلین، توماس جفرسون و جورج واشینگتن قرار داشت.

## کتاب
کتاب «هنر آشپزی» در نیمه دوم قرن هجدهم و اوایل قرن نوزدهم، مرجع اصلی آشپزهای خانگی در بیشتر کشورهای انگلیسی زبان بود و هنوز هم به عنوان مرجعی برای تحقیقات غذایی و بازسازی تاریخی مورد استفاده قرار می‌گیرد. این کتاب هم در زمان حیات هانا گلاس و هم پس از مرگش به‌طور قابل‌توجهی به‌روزرسانی شد.

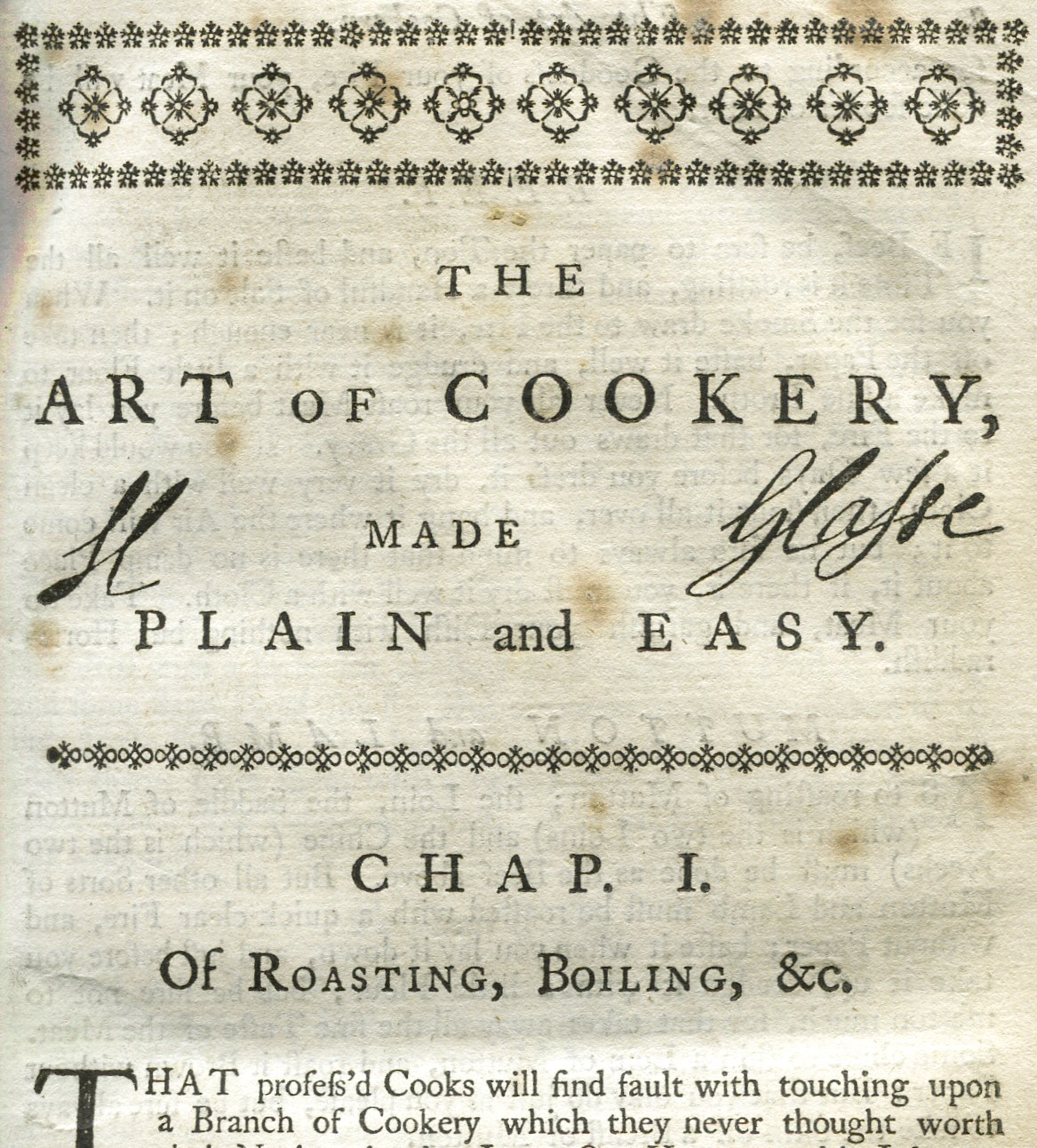
امضای هانا گلس در بالای فصل اول کتابش، چاپ ششم، ۱۷۵۸، تلاشی برای کاهش سرقت ادبی.

نسخه‌های اولیه مصور نبودند. اما برخی از نسخه‌های پس از مرگ هانا گلاس شامل یک صفحه اول تزئینی با این عنوان هستند:
آنکه خردمند است اغلب با ما مشورت می‌کندو کتاب،
 به آشپز محتاط خود دستورالعمل می‌دهد،
با انتخاب، میزش را تزیین می‌کند،
و سلامتی، با ظرافت مقتصدانه یافت می‌شود.
در آن زمان برخی از دستور پخت‌ها کپی‌برداری ادبی بودند، تا جایی که کلمه به کلمه از کتاب‌های قبلی نویسندگان دیگر کپی شده بودند. برای جلوگیری از سرقت ادبی، به عنوان مثال، صفحه عنوان چاپ ششم (۱۷۵۸) این هشدار را در پایین خود دارد: «این کتاب با مجوز سلطنتی اعلیحضرت منتشر شده است؛ و هر کسی که آن یا هر بخشی از آن را چاپ کند، تحت پیگرد قانونی قرار خواهد گرفت». علاوه بر این، صفحه اول متن اصلی با جوهر توسط نویسنده امضا شده است.
اولین نسخه این کتاب توسط خود گلاس منتشر شد و در فروشگاه چینی خانم اشبرن (به غیر مشترکین) فروخته شد.

## فهرست مطالب
- فصل ۲: غذاهای آماده.
- فصل ۳: این فصل را بخوانید، متوجه خواهید شد که سس فرانسوی چقدر گران است.
- فصل ۴: درست کردن تعدادی غذای کوچک و زیبا مناسب برای شام یا غذای فرعی و غذاهای کوچک گوشه‌ای برای یک میز بزرگ؛ و بقیه را در فصل مربوط به روزه دارید.
- فصل ۵: سس زدن به ماهی.
- فصل ۶: سوپ و آبگوشت.
- فصل ۷: پودینگ.
- فصل ۸: پای.
- فصل ۹: برای یک شام سریع، تعدادی غذای خوب که می‌توانید در هر زمان دیگری برای میز استفاده کنید.
- فصل ۱۰: دستورالعمل‌هایی برای بیماران.
- فصل ۱۱: برای کاپیتان‌های کشتی. * فصل ۱۲: پودینگ خوک، سوسیس و غیره
- فصل ۱۳: پختن و درست کردن ژامبون و غیره
- فصل ۱۴: ترشی انداختن.
- فصل ۱۵: درست کردن کیک و غیره
- فصل ۱۶: چیزکیک، خامه، ژله، سرفصل‌های ویپت و غیره
- فصل ۱۷: شراب‌های ساخته شده، دم کردن، نان فرانسوی، مافین و غیره
- فصل ۱۸: آبگیری گیلاس و مربا و غیره
- فصل ۱۹: درست کردن ماهی کولی، ورمیشل، کچ‌آپ، سرکه؛ و نگهداری کنگر فرنگی، لوبیا فرانسوی و غیره
- فصل ۲۰: تقطیر.
- فصل ۲۱: نحوه بازاریابی و فصول سال برای قصابی‌ها، گوشت، مرغ، ماهی، گیاهان، ریشه‌ها و غیره و میوه‌ها. * فصل ۲۲: [در برابر آفات]
- اضافات
- فهرست مطالب پیوست.

## رویکرد
این کتاب دارای فهرست مطالب مختصری در صفحه عنوان است و پس از آن یادداشتی با عنوان «به خواننده» و سپس فهرست کاملی از مطالب، به تفکیک فصل، با ذکر نام هر دستور غذا آمده است. در پشت جلد، فهرست الفبایی کاملی وجود دارد.
گلاس در یادداشت خود با عنوان «به خواننده» توضیح می‌دهد که دستورات آشپزی را به سادگی نوشته است: «زیرا قصد من آموزش طبقه پایین جامعه است»، و مثالی از چرب کردن مرغ با چربی مرغ ارائه می‌دهد: او نمی‌گوید «چربی‌های بزرگ، آنها نمی‌فهمند منظورم چیست: اما وقتی می‌گویم باید با تکه‌های کوچک بیکن چرب شوند، منظور من را می‌فهمند.» و او اظهار می‌کند که «آشپزهای بزرگ چنان شیوه بیان بالایی دارند که دختران بیچاره نمی‌توانند منظور آنها را بفهمند.»
گلاس علاوه بر سادگی، برای جلب رضایت خوانندگانش در آشپزخانه، بر هدف صرفه‌جویی خود تأکید می‌کند: «بعضی چیزها آنقدر گران هستند که استفاده از آنها تقریباً شرم‌آور است، در حالی که می‌توان بدون آنها یک غذا را به همان خوبی یا حتی بهتر درست کرد.»